# Bruinisse
Bruinisse es una localidad del municipio de Schouwen-Duiveland, en la provincia de Zelanda (Países Bajos). Está situada unos 19 km al sur de Hellevoetsluis. El 31 de diciembre de 2009 su población era de 4 073 habitantes.
- Datos: Q992371
- Multimedia: Bruinisse / Q992371